# Алдошкін Данило Олексійович
Данило Олексійович Алдошкін (19 червня 2001 , Коломна, Московська область ) — російський ковзаняр, олімпійський медаліст.

## Олімпійські ігри
| Рік  | Місто        | 1500 метрів | Командне переслідування |
| ---- | ------------ | ----------- | ----------------------- |
| 2022 | Пекін, Китай | 14          | 2                       |

## Чемпіонат світу
| Рік  | Місто                | 5000 метрів |
| ---- | -------------------- | ----------- |
| 2021 | Геренвен, Нідерланди | 6           |